# 鎧伝サムライトルーパー
『鎧伝サムライトルーパー』（よろいでんサムライトルーパー）は、1988年4月30日から1989年3月4日まで、名古屋テレビを制作局としてテレビ朝日系列で毎週土曜17:30 - 18:00（JST）に全39話が放送された、サンライズ制作のテレビアニメ。キャッチコピーは「俺の心に鎧が走る！」。

## 概要
甲冑型のバトルスーツ"鎧擬亜"（よろいギア）を持つ5人の少年が運命に導かれて集結し、妖邪帝王・阿羅醐が率いる"妖邪"の軍勢と戦うというのが物語の構図である。全9領の"鎧擬亜"はそれぞれが固有のデザインと能力を有しており、その持ち主は“五勇士”の少年と、妖邪軍の“四大魔将”に分かれて激突して戦いを繰り広げる。本作品が企画された当時は、1986年から放送された『聖闘士星矢』が商業的な大成功を収めており、1980年代後半にはその影響下でいわゆる"バトルスーツもの"・"装着もの"などと総称されるテレビアニメ・OVAが幾つも企画・制作されているが、本作品はその中でも代表的な作品の1つとして数えられる。
前年放送の『機甲戦記ドラグナー』までとは異なり、新たに広告代理店として東急エージェンシー、メインスポンサーの玩具メーカーとしてタカラ（現・タカラトミー）が参加、その他にサブスポンサーとして、食玩を得意とする菓子メーカーのカバヤ食品も名を連ねている。これら3社と、サンライズ・名古屋テレビの5社による制作体制は本作品以降、1997年放送の『勇者王ガオガイガー』までの足かけ10年間にわたって継続された。
関連商品のマーチャンダイジングの主対象を子供に置いている子供向けアニメとして見ればその本旨からは外れるものの、塩山紀生のデザインした男性美形キャラクターたちによる青春群像劇は当時の女性アニメファンから絶大な支持を集め、本作品のマーチャンダイジングもこうした作品人気の影響を反映してか、次第に女性アニメファンへの訴求を図る方向へと移行していった。この人気は番組終了後もなお衰えることなく、主人公たちを担当した声優たちへの人気へも波及、彼らによる声優ユニット「NG5」の結成へと繋がっている。結果として本作品は、アニメ制作を手がけたサンライズには当時『機動戦士ガンダム』以来という巨額の版権収入をもたらすと共に、同様の盛り上がり方を見せた『聖闘士星矢』などと併せ、1991年頃までのいわゆる「美少年アニメブーム」の強力な牽引役をも担った。
他方で、こうしたキャラクターや声優に対する高い人気と反比例するかのように、テレビシリーズ中盤の視聴率や、メインスポンサーであるタカラ（現：タカラトミー）が発売した玩具の売れ行きは振るわず、放送を続けていく上で致命的な状況を生み出した。特に、鎧の脱着をプレイバリューとしたアクションフィギュア「超弾動」シリーズを主力商品として展開した玩具は、玩具問屋で過剰在庫として積み上がる状況となった。このため番組後半では、超弾動シリーズの新作である輝煌帝烈火に留まらず、本作品と同じくタカラがメインスポンサーとして参加し半年遅れてスタートした特撮テレビドラマ『電脳警察サイバーコップ』（日本テレビ系列）に登場する「サンダーアーム」のギミックを転用したなりきり玩具「烈火拳」を発売するなどのテコ入れも行われた。

### 二重放送事故
1988年9月3日の放送にて、制作局である名古屋テレビ側の手違いにより、前週に放送済みであった第17話が放送されるという放送事故が発生した。これは当時、朝日放送が土曜の夕方にテレビドラマ『部長刑事』を放送していた都合上、前日の夕方に名古屋テレビが裏送りして先行放送していたという事情が絡んでおり、その裏送りの際のテープの取り扱いミスが原因となっている。朝日放送向けに先行して流した後、その第18話のテープが誤って片付けられてしまったためとも言われている。
放送開始後に、機材を止めて正しいものに入れ替えて放映し直すわけにもいかないため、当日は誤って放送された第17話を最後まで放映の上、エンディングの末尾と次回予告時の2回、画面下部にお詫びのテロップを緊急に挿入するという措置が取られた。また本来放送予定だった第18話はOP前にお詫びのフリップ・アナウンスを挿入の上、翌週の9月10日に放送されており、予定通り第18話が先行放送された朝日放送では、9日の放送分を穴埋め番組で対応している。また総話数も当初予定していた40話から、1話減となる39話に変更される など、以降の放送スケジュールにも影響を及ぼす格好となった。一方で、1989年2月末での放送終了が正式決定された後の同年1月初頭に、昭和天皇の崩御による特別番組編成によって1週放送延期が発生し、本来であれば最終話が放送できない事態に陥っていたが、本来の決定より1週遅い3月4日に最終話が放送されたのはこの二重放送事故の影響ではないかと、当時本作品に企画担当として携わっていた河原よしえが推察している。
このように、放送期間の最終盤に至るまで様々な形で影響を残す格好となった二重放送事故であるが、必ずしもマイナスにばかり働いたという訳ではなく、この一件が新聞などに取り上げられたことをきっかけとして番組を見始めた視聴者もおり、これが視聴率や人気の上昇に繋がったのではないかと見る向きもある。

### 番組終了後の展開
テレビアニメシリーズとしては1年弱の放送に留まった本作品であるが、番組終了後も後述するOVAなどの展開が1991年頃まで続けられた他、放送から30周年を迎える2018年にはエイプリルフール企画として、『あらいぐまラスカル』(1977年、フジテレビ系列・日本アニメーション制作)とのコラボによる『洗伝サムライラスカルーパー』を発表。この他にも、同年9月から翌年3月にかけて、「鎧伝サムライトルーパー30周年記念展」（2018年10月10日 - 30日（東京・中野）、2019年3月6日 - 21日（大阪・心斎橋））を始めとした関連イベントが相次いで開催され、そのうちの一つであるBlu-ray BOX発売記念イベント「またあえたね！ 30年目の邂逅祭」（2018年11月24日、東京・池袋）では、約30年ぶりに主演声優5人が勢揃いした。
2025年6月、本作品の続編となる新作テレビアニメ『鎧真伝サムライトルーパー』が、2026年1月に放送されることが発表された。

## ストーリー
遥かなる伝説の時代、この世に邪悪がはびこりし時、一人の武者が現れた。その武者、正しき心を力とし妖邪帝王・阿羅醐を討伐する。妖邪帝王の野望を打ち砕くも、残された鎧の怨念を浄化すること敵わず。その武者、正しき心「仁義礼智信忠孝悌忍」を鎧に刻み込み、九つの鎧へと分ける。
時は現代（1988年）、再び妖邪界が人間界を支配せんと目論む。大東京・新宿上空に妖邪帝王の城「阿羅醐城」が出現、その妖邪の力に現代科学・兵器は全て沈黙した。その時、その妖邪帝王・阿羅醐の野望を打ち砕かんとする5人の少年らが立ち上がった！
その名を「サムライトルーパー」という。

## 登場人物

### サムライトルーパー
戦いの中で鎧擬亜を手にした者の子孫であり、またそのほとんどの祖先は戦国武将でもある。四魔将と区別する時、全員の総称として「五勇士」と呼ばれることがある。また五勇士の戦士たちは、鎧の名である烈火・金剛・光輪・天空・水滸 と呼ばれることもある。
主人公たちの額に浮かぶ文字は、儒教における主要な思想・五常とつながっており、彼らの心が悪を討つことにより、仁・義・礼・智・信の愛、勇気、希望、愛情、喜びの感情が平和を作るとされる。また五勇士の戦士たちは、火、地、光、風と水の五元素であった。
妖邪の襲来と時を同じくして集結を果たすも、直後に阿羅醐の力によって日本の各地へと飛ばされてしまい、散り散りになった仲間たちを捜す過程が物語序盤のメインエピソードともなった。また第2部でも、輝煌帝の力を手中に収めんとする阿羅醐によってセイジ・シン・シュウが連れ去られ、彼らを助けるためにリョウとトウマが妖邪界に乗り込む展開となるなど、全編通して必ずしも5人全員が揃っている訳ではない。
真田 遼（さなだ りょう） / 烈火のリョウ
声 - 草尾毅
1973年8月15日生まれ。血液型はO型。山梨県出身（ゆかりの地は富士山）で、真田忍軍の子孫でもある。趣味は山歩き、特技はサッカー、好きなものはモグラたたき。かき氷、氷の類は苦手。
カメラマンの父と二人暮らしで、田舎にて放任主義の下自由奔放に育つ。また幼少期に白炎（びゃくえん）と出会い、自ずと戦いの宿命を知ることとなる。一方で人と接することなく育ってきたこともあり、人付き合いが苦手でオシャレにも無頓着だが、前者に関してはトウマによると周囲に合わせる努力をしており、後者もテレビシリーズ第2期のEDや外伝にてタキシードを着こなし、トレードマークの長髪の襟足をやや短くするなどの洒落っ気も垣間見せている。
仲間意識は人一倍強いがやや感情的なところもあり、その性分ゆえに力尽きて倒れるほどの無理や無茶な行動も多い。また敵味方問わず、命あるものを傷つけなければならないことに心を痛めるなど、繊細な面も度々覗かせる。
慈愛を尊ぶ心「仁」を根本真理とする赤色の鎧擬亜、「烈火」（火）を武装し、灯熱の炎のエネルギーを操り戦う。武器は背中に背負う二振りの「烈火剣」で、連結させて両刀としても用いられる。またこの状態から炎のエネルギーを集中させて、その炎の力で敵を斬り断つ「双炎斬」を必殺技とする。炎の戦士の名義も呼ばれることもある。
物語中盤からは白き鎧輝煌帝（きこうてい）も纏うようになり、当初引き続き使用していた烈火剣が鎧の力に耐えきれず折れてしまった ため、剣舞卿から譲り受けた「剛烈剣」を用いるようになり、必殺技も「超弾動閃煌斬」へとパワーアップした。この輝煌帝の出現に伴い、リョウを含めた5人はそれまで持ち合わせていたヨロイパワー（弾動力）を超える「超弾動」を発現させており、以降は各々の必殺技の頭にも「超弾動〜」と付記されるようになる。
羽柴当麻（はしば とうま） / 天空のトウマ
声 - 竹村拓
1973年10月10日生まれ。血液型はAB型。大阪府出身（ゆかりの地は天橋立）で、太閤関白家の子孫である。趣味は囲碁・将棋・パズル。特技はアーチェリーと弓道。苦手なものは巨人ファン。
マッドな科学者を父に、国際ジャーナリストを母に持つ家庭に生まれ、両親との会話も先進的な情報交換ばかりという子供離れした環境に身を置いていたことから、幼い頃からIQ250の天才児として育ち、鎧との出会いも自分の家系の謎を調べていく内にたどり着いたという、些か変わった経緯を持つ。もっともその天才ぶりが必ずしもプラスに働いていた訳でもなく、常に周囲からは特別扱い、同級生からは異端児扱いされており、トルーパーの中でも当初は仲間としてなかなか馴染めずにいた。
持ち前の冷静な性格から、リョウやシュウを制する役回りを担うこともしばしば見られるが、時には仲間を守るべく、彼ら以上の激情ぶりを見せることもある。またやや天然なところもあり、第1部で復活した際には戦いで傷付いたリョウを助けながらも、目覚めたばかりというのもあり全く状況を呑み込めていないような素振りを見せていた。低血圧で見かけによらず大食漢、かつ甘党で諦めが悪いという面も持ち合わせており、母親からは「じじくさい」と評されたこともある。
人の知恵を求める心「智」を根本真理とする藍色の鎧擬亜「天空」（空）を武装し、雄大な空（大気）のエネルギーによって悪を討つ。武器の「翔破弓」は本来の用途である射撃のほか、非常時には本体に弾動力を込めることで、斬撃にも用いられる。必殺技は弓「翔破弓」に空のエネルギーを集中させて、その大気の力で敵を打ち抜く「真空波」。空の戦士の名義も呼ばれることもある。
伊達征士（だて せいじ） / 光輪のセイジ
声 - 中村大樹
1973年6月9日生まれ。血液型はB型。宮城県出身（ゆかりの地は秋吉台）で、仙台の名将・伊達政宗直系の子孫。かぼちゃ好き で、若年ながら前衛盆栽や尺八を趣味として嗜む。
実家である仙台の剣道道場は先祖代々「光輪」の鎧を伝えており、セイジが礼の心に目覚めた時に初めて本来の鎧の姿が浮かび上がったとされる。嘘や隠しごとなど、曲がったことを嫌う生真面目な性格で、悪や非道は決して許さない。また女子供相手でも容赦せず、妖気を発する光輪の鎧を躊躇うことなく自ら一刀両断するなど、果断に富んだ行動も目立つ。父が婿養子で肩身狭く、また姉妹も含め女が強い典型的な女系家族で育ったためか、神経質で潔癖症な面も見られる。
尊敬と感謝の心「礼」を根本真理とする緑色の鎧擬亜「光輪」(雲) を武装し、眩耀な光  のエネルギーによって善と悪を照らす。武器の長尺剣「光輪剣」は設定上では刀身・鍔・柄の3つに分解でき、刀身を剣として使用する傍らで鍔を手裏剣、柄を苦無としても使用できるとされる。必殺技は刀身に光のエネルギーを集中させ、その光の力で敵を斬り裂く「雷光斬」。光の戦士の名義も呼ばれることもある。
毛利 伸（もうり しん） / 水滸のシン
声 - 佐々木望
1973年3月14日生まれ。血液型はA型。山口県出身（ゆかりの地は鳴門の海）で、毛利水軍で有名な毛利元就の末裔。趣味は料理。苦手な食べ物は、お頭付きの魚。茶道や槍・棒術、それにバスケットボールなど多彩な特技を持ち、中でも水泳は鳴門海峡にてシャチと競争して勝った経験がある程の腕前を持つ。
萩で病弱な母と婚約中の姉と暮らす。実家は表向きは萩焼の窯元であるが、同時に萩の海を守る使命を代々受け継いできた一族としての側面も持ち合わせており、鎧との出会いも家に伝わる古文書で鎧の存在を知り、自ら萩の海に潜って探し当てたという経緯を持つ。
平和と自然を愛し、喧嘩や戦うことも本来は好まぬ優しい性格の持ち主。『輝煌帝伝説』ではこれが高じて戦うことや鎧の存在そのものを否定しており、当麻や秀と衝突を生じさせることも、秀と喧嘩もあった。またメンバー内では当初唯一の高校生であったこともあり、兄のような存在として、常に一歩引いた視点や仲間への心遣いを見せることも多かった。一方で毒舌かつ多少やんちゃな面もあり、大の仲良しであるシュウの前では本音（毒）を吐くこともある。
人を信じる心「信」を根本真理とする水色の鎧擬亜「水滸」（水）を武装し、激流の水（波動）のエネルギーによって悪を洗い流す。武器は二股の穂先を持つ「二条槍」のほか、背中に小刀、右手に手甲爪が装備されており、このうち前者のみコミカライズ版で使用されたこともある。必殺技は槍の先端に水のエネルギーを集中させて、その波動の力で敵を打ち壊す「超流破」。水の戦士の名義も呼ばれることもある。
秀 麗黄（シュウ・レイ・ファン） / 金剛のシュウ
声 - 西村智博
1973年9月1日生まれ。血液型はO型。神奈川県出身（ゆかりの地は大雪山）で、隋の時代に日本に来た武術家の子孫。趣味は食べること、ファミコン。特技は柔道、功夫。苦手な食べ物はコンニャクとツバメの巣。外伝では、リョウとケンカした腹いせにハンバーガーを食べまくり、同じ大食漢であるトウマを呆れさせたこともある。
横浜在住、華僑の家系で長男で4人の弟妹がおり、自宅の蔵に鎧珠が保管されていた。子供の世話が好きで、純にとっては兄のような存在。明るく素直なお調子者で思うままに感情をみせるが、ドラマCDでは悩んでいるリョウのことを気遣う場面もあり、またテレビシリーズ第1部では持ち前の素直さが災いし、敵の言葉に惑わされ一時武装できなくなることもあった。他のメンバーがリョウによって救い出される中、シュウのみセイジによって助け出された。
漫画を掲載していたコミックボンボンにおいては読者人気が高いキャラクターだった。
正しき行いの正義の心「義」を根本真理とする橙色の鎧擬亜「金剛」（石）を武装し、広大な地（大地）のエネルギーによって悪を討つ。武器である「金剛杖」は三節棍として使えるほか、石突に当たる棘の生えた小鉄球を分銅として用いることもある。必殺技は杖に地のエネルギーを集中させて、その大地の力で敵を打ち砕く「岩鉄砕」。地の戦士の名義も呼ばれることもある。

#### サムライトルーパーの関係者
ナスティ柳生（ナスティやぎゅう）
声 - 日下部かおり
1970年5月28日生まれ。血液型はAB型。神奈川県小田原市出身。愛車は赤のパジェロ。
フランス帰りのお嬢様で、父方に柳生十兵衛の流れを持つフランス人とのハーフ。トルーパーにとっては姉のような存在でもある。
祖父 の研究を手伝っていた関係上、妖邪の存在を知ることとなり、必然的に彼らとトルーパーたちとの戦いにも巻き込まれることともなった。人質になる確率が作品の中では著しく高い。トルーパー側で唯一、運転免許を有しているので、皆の運送役として純を含めて、彼女の車に全員がお世話になっている。
柳生博士（やぎゅうはかせ）
声 - 平林尚三
ナスティ柳生の祖父。千石大学の教授で伝奇学の権威。研究の途上で妖邪の存在を知るも、その最中に妖邪兵士に襲われ、全国各地に散らばったトルーパーたちが眠っている場所に関するヒントの句をナスティに託して死亡する。
山野 純（やまの じゅん）
声 - 渡辺久美子
1979年6月30日生まれ。血液型はO型。東京都町田市出身の小学生。
妖邪の襲来の際に両親とはぐれてしまい、以降は同じく戦いに巻き込まれた姉貴分のナスティと共に、トルーパーたちと行動を共にするようになる。5人のトルーパー達を「お兄ちゃん」と呼び慕っている。また純粋な心を持ち、「命の勾玉」の力を発動させるには必要な存在でもある。
次代の鎧戦士とも位置付けられており、コミック版では烈火の鎧を纏い最終決戦に参戦する。OVA「MESSAGE」にもラストシーンのみ登場しており、剣道の大会に出場する姿が描かれた。
白炎（びゃくえん） / 白炎王（びゃくえんおう）
人間の友達のいなかったリョウの友達である、何百年も生きてきた白い虎。第2部で剣舞卿の使役する黒炎王との剛烈剣の争奪戦の際に深手を負い命を落とすが、剣舞卿の遺言を受けた黒炎王が白炎と一体化したことで蘇生、剣舞卿によって白炎王の名を与えられた。蘇生後はリョウが鎧を纏う、もしくは輝煌帝になることで、二振りの「剛烈剣」を胴体左右にマウントし、兜を被った黒炎王と同じ姿の武装形態へと変化する能力も備えるようになった。

### 阿羅醐軍
異世界「妖邪界」の都、「煩悩京」（ぼんのうきょう）と呼ばれる土地の「阿羅醐城」を本拠とし、鎧を持つ者達と一千年前より戦い続ける謎の集団。現代（1988年）では9つある鎧のうち4つを手中に収めており、残る5つを奪うべくサムライトルーパーと戦う。阿羅醐の兵にとって「卑怯は褒め言葉」である。
妖邪帝王・阿羅醐（あらご / 妖邪帝王アラゴ）
声 - 笹岡繁蔵
妖邪たちを統べる首領で、本来は名も知らぬ地方豪族。愛や仁を知らずに生き、その果てに妖邪と化しその頂点へと君臨するに至った。
一千年前の戦いにて迦雄須に討たれ、肉体を失っていたが、10体目の鎧の材料とされるはずだった兜の奪還に成功したことで、首だけの姿で復活を果たす。後に第1部終盤で烈火を除く8つの鎧の力を取り込んで本来の姿を取り戻す。

#### 四魔将
阿羅醐が取り戻した4つの鎧を与えられた阿羅醐軍の幹部。妖邪達を率いているが正体は人間で、いずれも戦国時代の出身。
初登場時は朱天童子が「妖邪界が四天王」と名乗った。第2部では朱天が抜けたため三魔将となる。
企画の初期には名前に古代エジプトの死神をつけたり、「東南アジアの蛇神の意志が乗り移った」など、本放送時とは大きく異なる設定も混在していたが、これらは後に河原よしえによって現在のスタイルに統一されている。
鬼魔将・朱天童子（おにましょう・しゅてんどうじ / 鬼魔将シュテン）
声 - 梁田清之
天文20年（1551年）5月5日生まれ。血液型はA型。山城の国（現在の京都府）出身で、本名は狛 俊忠（こまとしただ）。
「忠」の戦士で、元は戦国期の地方領主。力なき我が身を憂い戦乱を平定する強い力を欲し、妖邪帝王阿羅醐配下の鬼魔将として、リョウやトウマを始めとするトルーパーたちを苦しめる。度重なる作戦の失敗により地霊衆により洗脳されるが、迦雄須の手助けにより「忠」の戦士として覚醒、後にその迦雄須の遺志を受け継ぎ、錫杖を手に雲水姿となって阿羅醐に反旗を翻す。
物語終盤では同じく洗脳された迦遊羅の呪縛を解き放ち、自分の命を引き換えとして彼女に「貴力」の鎧を託した。トルーパーたちのことは基本的に鎧の名前で呼ぶが、リョウとシュウに対して名前で呼んでいたこともあった。
小説版ではテレビシリーズと比べて早いタイミングで再登場しており、また迦遊羅の登場やセイジたち3人が連れ去られるタイミングも同様である。
鎧の真の名は貴力。「真の力持ちとはその力を貴きことに用い、人を災いから助ける」という意味を持ち、四魔将の鎧の中でも最強の力を持つとされる。「邪鬼鎌（じゃきがま）」と呼ばれる鎖鎌を武器として用い、「紅雷閃（こうらいせん）」という必殺技を持つ。
毒魔将・那唖挫（どくましょう・なあざ / 毒魔将ナアザ）
声 - 二又一成
天文19年（1550年）10月8日生まれ。血液型はAB型。薩摩の国（現在の鹿児島県）出身で、本名は山之内 直時（やまのうち なおとき）。
「悌」の戦士で、 テレビシリーズでは仲間たちを助けるべく秋芳洞、鳴門海峡へ向かったリョウたちの前に立ちはだかったほか、水滸のシンとも因縁があり、第2部ではニセの水滸を使ってシンや魚達を苦しめた。
鎧の真の名は薬師。「薬も毒も表裏一体。如何なる毒も薬に作り変え、人を癒す」という意味を持つ。6本の剣「蛇牙剣（じゃがけん）」を武器とし、これらを駆使した斬撃「蛇牙剣・六節大蛇（〜ろくせつおろち）」を必殺技とする。
闇魔将・悪奴弥守（やみましょう・あぬびす/ 闇魔将アヌビス）
声 - 松本保典
天文19年（1550年）12月3日生まれ。血液型はO型。陸奥の国（現在の青森県）出身で、本名は佐々木 九十郎（ささき くじゅうろう）。
「孝」の戦士で、光輪のセイジの因縁の好敵手として、テレビシリーズではシュウを助けるために大雪山へ向かったセイジの前に立ちはだかる。また小説版では秋芳洞へ向かったリョウを妨害する役回りとなっており、同地にてリョウの目が見えなくなった経緯 やセイジを探し出す描写もテレビシリーズと異なっている。
鎧の真の名は漆黒。「真の闇とは恐ろしき物を包み隠し、闇夜は安眠を誘う」という意味を持つ。太刀「黒狼剣（こくろうけん）」と左手の手甲爪を武器とし、剣からは「暗黒跳飛斬り（あんこくちょうひぎり）」を必殺技として放つ。
幻魔将・螺呪羅（げんましょう・らじゅら / 幻魔将ラジュラ）
声 - 小杉十郎太
天文18年（1549年）9月19日生まれ。血液型はB型。武蔵の国（現在の東京都）出身で、本名は黒田 次郎五郎（くろだ じろうごろう）。
「忍」の戦士。過去の戦いで失った左目を隠すため眼帯を着用している。金剛のシュウと因縁があり、テレビシリーズの第1部では「鎧は破壊のために生み出されたもの」と嘯き、シュウの心を惑わせた。小説版ではシュウを助けるために大雪山へ向かったセイジの前に立ちはだかる。
鎧の真の名は夢幻。「襲い掛かる恐怖や痛みを夢幻の中で取り除き、幸せな夢を与える」という意味を持つ。武器は柄の根元で六本を籠手状の持ち手に継ぎ合わせた変形長刀「六足長刀（むそくなぎなた）」で、これを駆使した「投蜘網（とうちもう）」「六刀責め」「幻殺界」などの多彩な必殺技を持つ。

#### 軍関係者
妖邪兵（ようじゃへい）
声 - 稲葉実
鎧を着た足軽的な妖邪の雑兵。中身は空洞。得物は刀に槍、鎖鎌など多岐に渡る。
第1話に登場した妖邪兵は台詞を喋り、ナスティたちを街頭テレビに封じたり、己の痛みを他者へ転送するなどの特殊能力を持ち、たった1人でトルーパー全員を翻弄した強敵であったが、トルーパーの技量が上がると共に大勢で現れて、次々と倒される雑魚と化した。鎧の色は基本的に綠灰だが、位の高い金色の者も存在する。
地霊衆（じりょうしゅう）
烏帽子と水干を着た陰陽師のような姿の者ども。幽霊的な存在で足は無く、手を広げて常に空中を浮遊しており、頭領である芭陀悶の命令に従って様々な術を使う。妖邪兵のような個別の台詞や特徴も無く、妖邪なのか芭陀悶の式神なのかははっきりしない。
芭陀悶（ばだもん）
声 - 根本嘉也
地霊衆の頭領で、強大な妖術と智謀を誇る阿羅醐の側近中の側近。三魔将からは「大師様」の尊称をつけて呼ばれる。地霊衆と違って姿は中国の道士風。
黒陽炎（こくようえん）
24話に登場した妖邪。分身術の使い手。実は阿羅醐の部下で、輝煌帝の力を見極める為に送り込まれた。
砂竜人（さりゅうと）
声 - 稲葉実
27話に登場した妖邪の忍者。螺呪羅の命令でシュウと戦う。砂を自在に操り、力任せに戦うシュウを苦しめた。
餓執羅（がしゅら）
声 - 稲葉実
33話に登場した妖邪で芭陀悶の部下。ナスティ達から命の勾玉を奪おうとしたが、朱天に倒された。
堕羅（だら）
声 - 島香裕
大きな体躯をした妖邪兵軍団の総大将。烈火と天空以外の鎧のパワーを吸収していたが、結局リョウたちに倒される。
凍龍鬼（とうりゅうき）
声 - 速水奨（ドラマCD『水滸伝サムライトルーパー』）
信州諏訪湖を生まれ故郷とする妖邪。その力は妖邪のものだが、心まで妖邪に侵されてはいない稀有な存在でもある。身にまとう氷の鎧はあらゆる攻撃を反射し、その力はあらゆる生物を氷の世界へと誘う。必殺技は「氷壁豪冷覇」。

### その他の妖邪
沙嵐坊（さらんぼう）
声 - 郷里大輔
阿羅醐との最初の戦いの後にあらわれたはぐれ妖邪で、妖邪界では地方豪族的な存在であったとされる。
剣舞卿（けんぶきょう）
声 - 市川治
妖邪の剣豪。本来は10体目の鎧となるべき「勇」の心と「技藝（）」の力、そして正々堂々な戦いを好む気質を備える。黒炎王という白炎そっくりの虎も使役しており、彼が使用する剛烈剣は黒炎王の両脇に装備されている。
かつて阿羅醐と競い敗れた過去を持ち、その雪辱を果たすべく剛烈剣、そして輝煌帝を狙いトルーパーたちと対決。遼との一騎討ちの末に敗れるも、今わの際に彼に自分の力を伝授した。必殺技は「麗蝶天舞」。

### 迦雄須一族
人間界を護る役目を担る一族。不定期な周期で一族の中から力を持つ者が生まれ、三種の神器を守っていた。一族は基本的に雲水姿（大勢の雲水が、迦雄須に従っているシーンもある）をしている。戦国時代、阿羅醐によって後継者である迦遊羅を除き滅ぼされる。
迦雄須（かおす）
声 - 若本規夫
鎧擬亜を作り出した張本人。一千年前に阿羅醐を封じており、肉体は消滅していたが錫杖の力で実体のように見せ、今世まで鎧とその心を説いてきた。第1部終盤にて、自分の命を代償にして阿羅醐城への架け橋を作り、遺された錫杖は朱天へと受け継がれた。
迦遊羅（かゆら）
声 - 勝生真沙子
永禄2年（1559年）12月12日生まれ。大和の国（現在の奈良県）出身で、血液型はA型。
迦雄須一族の末裔にして、一族唯一の生き残り。8歳の時に阿羅醐によって妖邪界に拉致された上に記憶を封じられ、洗脳されて12歳になるまで阿羅醐の元で女妖邪として育つ。
姿は薄緑のワンショルダーレオタードに白タイツとブーツ、胸には懸守（かけまもり）を下げて中華風の軽鎧を身に付け、ポニーテールで紅の隈取りを目尻に施していたが、阿羅醐城内では十二単をまとい髪型もストレートだった。第2部中盤より登場し、妖邪界へ乗り込もうとするリョウやトウマと幾度となく干戈を交えた。物語終盤にて正気を取り戻しかけながらも芭陀悶に憑依されてしまうが、朱天童子の命懸けの戦いの末にその呪縛から解かれ、彼から｢忠｣こと「貴力」の鎧を受け継ぎ、後にこれをまとう。小説版では登場のタイミングが早めになっている。
戦闘では殆どダメージを負わぬなど高い実力を発揮しており、釵（サイ）にも似た二本組みの「星麗剣（せいれいけん）」と呼ばれる剣から、「星屑よ、鳴け。星麗剣、吠えろ。我が必殺の嵐星斬!」の掛け声とともに必殺技の「嵐星斬（らんせいざん）」を放つ。剣の柄に付いた房も自在に長さが変わり、縄鏢（じょうひょう）的な投擲武器となる。
漫画版では記憶を封じた懸守（胸に下げたプレート状の護符）が破壊され、記憶を取り戻すと同時に迦雄須一族として錫杖を受け継いで雲水姿となる。その際、迦遊羅にも額に「愛」の文字が浮かび出る描写がある。
畑健二郎の漫画『ハヤテのごとく!』に登場する剣野カユラの名前は、彼女が元ネタになっている。

### その他
ナレーター
声 - 大林隆介
前回のあらすじやトルーパーの歴史を説明。

## 鎧擬亜
「真（まこと）を智（さと）り、人を信（しん）じ、礼（れい）を尽くして正義（せいぎ）を行なう、これぞ仁（ひと）の途（みち）なり。」
鎧擬亜（よろいギア）は主人公たちと四大魔将が戦闘の際に装着する鎧で、この鎧をめぐっての戦いが本作品の物語の主軸ともなっている。元々は阿羅醐が纏っていた「人間の怨念で作られた」鎧を分割した上で、封印・浄化するために作られた物であり、テレビシリーズにおける現代（1988年）では同世代の若者たちが資質の持ち主として現われる。
鎧擬亜は通常時は異空間に存在し、「アンダーギア」とよばれる防着を装備した上で、それぞれが所持している光の玉を介して「武装！○○！」のキーワードで出現、持ち主に武装される。アンダーギアは弾動力による超人的な力を生み出すと共にその反動を抑え、鎧の負の力を身体に逆流させないために用意されたもの であるが、それでも鎧を纏っている間は体力を著しく消耗するため、ぎりぎりまで武装せずアンダーギア姿で戦うこともしばしばである。
鎧にはそれぞれ烈火・金剛・光輪・天空・水滸・貴力・漆黒・薬師・夢幻という名前がつけられ、身に纏えば超絶的な力を得ることができる。またそれぞれ、仁・義・礼・智・信・忠・孝・悌・忍の心に対応しており、この心を持つものにしか纏えない。
9体の鎧擬亜の内、夢幻・漆黒・貴力・薬師の4体は後に再び阿羅醐の手に渡り、その力で形状が変化したため、本来の姿 とは異なる禍々しい外見になっている。また作られるはずだった10体目も、その材料に相当する阿羅醐の兜が妖邪に持ち去られ、10体目に宿るはずの「勇」の心と「技藝」の力は妖邪「剣舞卿」になってしまった。
鎧のカラーリングについては、『若騎伝ゴーユーV』の題で提出された初期案の時点では金剛の鎧が紫色であるなど、放送時までに大幅にカラーリングが変更されたものも存在する。またデザインを手がけた岡本英郎によれば、烈火の肩や金剛の胸などに配されている家紋風のエンブレムを始め、自身が本作品以前に参加していた『超人機メタルダー』でのデザイン作業の際のアイディアが多く盛り込まれているという。主人公たち5人の鎧は、後年制作された『MESSAGE』でも新規にデザインが起こされ、より戦国甲冑に近いフォルムへとリファインされた。アンダーギアも併せてリファインされているが、こちらは設定が提示されているのみに留まっている。

### 輝煌帝
鎧の力5つを1つにしたとき虚空より現れる鎧擬亜。テレビシリーズにおいては烈火のリョウのみが装着する。阿羅醐の鎧から作られたのではなく、迦雄須一族に伝わる伝説の鎧であり、他の鎧擬亜とは出自を異としている。迦雄須一族には「輝煌帝」の他に後述の「剛烈剣」、そして「命の勾玉」の三神具が伝わっており、これらが揃った時大いなる力が得られるとされているが、テレビシリーズではリョウがラストで自分を犠牲にして阿羅醐を倒そうとした際、彼らの心に共鳴して勾玉が発動、その命を救った。
通常は仁・義・礼・智・信の5つを用いて出現させるが、組み合わせ自体は特に指定がある訳でなく、芭陀悶が輝煌帝を封じ込めるために強制的に出現させたときには仁・智・孝・悌・忍の5つを使用した。武器は双刀「剛烈剣」を用いる他、登場初期には「烈火剣」を代用としていたこともある。
OVA『輝煌帝伝説』では、テレビシリーズの白い鎧と対を成す黒い輝煌帝の鎧も登場し、こちらはタンザニアの部族の戦士ムカラが生身で装着した。白い輝煌帝と同等の力を有しつつも、外見の他に前述の通りアンダーギアが鎧と一体化しており、また1人でも召喚できるなどといった差異も見られる。

## スタッフ
|                          | TVシリーズ                                                                | 外伝                                                 | 輝煌帝伝説                                           | MESSAGE                                                  |
| ------------------------ | ------------------------------------------------------------------------- | ---------------------------------------------------- | ---------------------------------------------------- | -------------------------------------------------------- |
| 企画                     | サンライズ                                                                | サンライズ                                           | サンライズ                                           | サンライズ                                               |
| 原作                     | 矢立肇                                                                    | 矢立肇                                               | 矢立肇                                               | 矢立肇                                                   |
| シリーズ構成             | 高橋良輔（第19話まで）                                                    | N/A                                                  | N/A                                                  | N/A                                                      |
| キャラクターデザイン     | 塩山紀生                                                                  | 塩山紀生 村瀬修功                                    | 塩山紀生 村瀬修功                                    | 塩山紀生                                                 |
| チーフ作画監督           | 塩山紀生                                                                  | N/A                                                  | N/A                                                  | N/A                                                      |
| 鎧デザイン               | 岡本英郎                                                                  | 岡本英郎                                             | 岡本英郎                                             | 岡本英郎                                                 |
| キャラクターデザイン協力 | 金山明博                                                                  | N/A                                                  | N/A                                                  | N/A                                                      |
| 美術 美術監督            | デザイン・オフィス・メカマン 岡田有章                                     | デザインオフィス・メカマン 中村光毅                  | 東潤一（スタジオイースター）                         | 宮前光春                                                 |
| 音楽                     | 戸塚修                                                                    | 戸塚修                                               | 戸塚修                                               | 戸塚修                                                   |
| 音響                     | 千葉耕市                                                                  | 千葉耕市                                             | 千葉耕市                                             | 千葉耕市                                                 |
| 撮影                     | 奥井敦                                                                    | 桶田一展                                             | 桶田一展                                             | 桶田一展                                                 |
| 編集                     | 鶴渕友彰                                                                  | 鶴渕友彰                                             | 鶴渕友彰                                             | 鶴渕友彰                                                 |
| 監督                     | 池田成（第19話まで） 浜津守（第20話以降）                                 | N/A                                                  | 浜津守                                               | 池田成                                                   |
| プロデューサー           | 今井慎（Nagoya TV） 本名洋一（東急エージェンシー） 中川宏徳（サンライズ） | 中川宏徳（サンライズ） 風間康久（CBSソニーグループ） | 中川宏徳（サンライズ） 風間康久（CBSソニーグループ） | 小林真一郎（サンライズ） 風間康久（CBS・ソニーグループ） |
| 制作                     | Nagoya TV 東急エージェンシー サンライズ                                   | N/A                                                  | N/A                                                  | N/A                                                      |
| 製作                     | N/A                                                                       | サンライズ CBSソニーグループ                         | サンライズ CBSソニーグループ                         | サンライズ                                               |

## アニメ

### テレビシリーズ
鎧伝サムライトルーパー 全39話（1988年4月30日 - 1989年3月4日）
第19話までが1部、第20話以降が2部としてそれぞれ区分されている。全編を通してOPで使われたレリーフ状の立体的なタイトルロゴは、本来おもちゃショー用の商品展示のディスプレイの一部として、タカラが製作したものをそのまま流用したことが、テレビシリーズの演出を担当した高松信司によって語られている。

#### 主題歌

##### オープニングテーマ
「スターダストアイズ」／「Star Dust Eyes」（1話〜20話）
作詞 - 三浦徳子 / 作曲 - 茂村泰彦 / 編曲 - 加藤みちあき / 歌 - 浦西真理子
「サムライハート」／「Samurai Heart」（21〜39話）
作詞 - 三浦徳子 / 作曲 - 茂村泰彦 / 編曲 - 戸塚修 / 歌 - 森口博子

##### エンディングテーマ
「Far away」（1話〜19話）
作詞・作曲 - 辛島美登里 / 編曲 - 加藤みちあき / 歌 - 浦西真理子
「BE FREE」（20〜39話）
作詞 - 三浦徳子 / 作曲 - 茂村泰彦 / 編曲 - 戸塚修 / 歌 - 森口博子

##### 挿入歌
「地図のない旅へ」
作詞 - 三浦徳子 / 作曲 - 瀬井広明 / 編曲 - 戸塚修 / 歌 - SAMURAI BOYS & GIRLS （草尾毅、竹村拓、中村大樹、佐々木望、西村智博、日下部かおり、若本規夫、笹岡繁蔵）
「BEST FRIENDS」
作詞 - 安藤芳彦 / 作曲 - 西村智博 / 編曲 - 戸塚修 / 歌 - SAMURAI BOYS & GIRLS （草尾毅、竹村拓、中村大樹、佐々木望、西村智博、小杉十郎太、梁田清之、松本保典、二又一成、日下部かおり、渡辺久美子、勝生真沙子)
「ミッドナイト・パーティ」
作詞 - 三浦徳子 / 作曲 - 瀬井広明 / 編曲 - 戸塚修 / 歌 - SAMURAI BOYS & GIRLS （草尾毅、竹村拓、中村大樹、佐々木望、西村智博、渡辺久美子、日下部かおり）
「RAINBOW PARADISE」
作詞 - 三浦徳子 / 作曲 - 瀬井広明 / 編曲 - 戸塚修 / 歌 - SAMURAI BOYS & GIRLS （草尾毅、竹村拓、中村大樹、佐々木望、西村智博、渡辺久美子、日下部かおり)
「仮面の下の涙」
作詞 - 三浦徳子 / 作曲 - 瀬井広明 / 編曲 - 戸塚修 / 歌 - 小杉十郎太、梁田清之、松本保典、二又一成

#### 各話リスト
特番などによる放送休止・時間変更は以下の通り。
- 1988年9月3日…朝日放送を除き1週順延（前述の#二重放送事故のため）
- 1988年10月1日…通常より30分繰り上げ（ソウルオリンピック中継のため）
- 1988年10月8日…放送休止（東芝スーパー陸上のため）
- 1989年1月7日…放送休止（昭和天皇崩御のニュースのため）

##### 第1部
| 話数   | 放送日         | サブタイトル         | 脚本              | ストーリーボード | 演出       | 作画監督     |
| ------ | -------------- | -------------------- | ----------------- | ---------------- | ---------- | ------------ |
| 第1話  | 1988年 4月30日 | ねらわれた大東京     | 鳥海尽三 大西由起 | 池田成           | 関田修     | 塩山紀生     |
| 第2話  | 5月7日         | 鬼魔将!朱天の猛攻    | 鳥海尽三 岡雅徳   | 浜津守           | 浜津守     | 山田きさらか |
| 第3話  | 5月21日        | 鎧擬亜、烈火の秘密   | 海老沼三郎        | 米谷良知         | 米谷良知   | 金山明博     |
| 第4話  | 5月28日        | 毒魔将那唖挫の罠     | 渡邊由自          | 杉島邦久         | 杉島邦久   | 森山ゆうじ   |
| 第5話  | 6月4日         | 復活!光の戦士        | 園田英樹          | 川瀬敏文         | 川瀬敏文   | 逢坂浩司     |
| 第6話  | 6月11日        | 反撃 怒りの超流破    | 海老沼三郎        | 米谷良知         | 石崎すすむ | 笠原彰       |
| 第7話  | 6月18日        | 開眼!必殺の雷光斬    | 鳥海尽三          | 関田修           | 関田修     | 黄瀬和哉     |
| 第8話  | 6月25日        | 幻魔将・螺呪羅の策略 | 大西由起          | 浜津守           | 浜津守     | 塩山紀生     |
| 第9話  | 7月2日         | 烈火、天空をすくえ   | 岡雅徳            | 川瀬敏文         | 石崎すすむ | 進藤満尾     |
| 第10話 | 7月9日         | 集結!5人の戦士       | 海老沼三郎        | 杉島邦久         | 杉島邦久   | 山田きさらか |
| 第11話 | 7月16日        | 妖邪門を打ち破れ     | 園田英樹          | 高松信司         | 高松信司   | 森山ゆうじ   |
| 第12話 | 7月23日        | セイジ!暗闇の死闘    | 渡邊由自          | 米谷良知         | 仙波隆網   | 三浦弘二     |
| 第13話 | 7月30日        | ヨロイギアの正体     | 海老沼三郎        | 川瀬敏文         | 川瀬敏文   | 黄瀬和哉     |
| 第14話 | 8月6日         | シュテン、心なき戦い | 鳥海尽三          | 仙波隆網         | 石崎すすむ | 進藤満尾     |
| 第15話 | 8月13日        | カオス、宿命の対決   | 大西由起          | 関田修           | 関田修     | 山田きさらか |
| 第16話 | 8月20日        | 突入、アラゴ城       | 岡雅徳            | 米谷良知         | 箕ノ口克己 | 塩山紀生     |
| 第17話 | 8月27日        | 明かされた鎧伝説     | 鳥海尽三          | 浜津守           | 浜津守     | 逢坂浩司     |
| 第18話 | 9月10日        | 恐怖の妖邪帝王       | 海老沼三郎        | 杉島邦久         | 杉島邦久   | 黄瀬和哉     |
| 第19話 | 9月17日        | 決戦!烈火対アラゴ    | 海老沼三郎        | 谷田部勝義       | 石崎すすむ | 進藤満尾     |

##### 第2部
| 話数   | 放送日         | サブタイトル             | 脚本            | ストーリーボード | 演出            | 作画監督          |
| ------ | -------------- | ------------------------ | --------------- | ---------------- | --------------- | ----------------- |
| 第20話 | 1988年 9月24日 | 新たなる戦い             | 鳥海尽三        | 関田修           | 関田修          | 山田きさらか      |
| 第21話 | 10月1日        | 輝け白き鎧!              | 園田英樹        | 箕ノ口克己       | 箕ノ口克己      | 上村栄司          |
| 第22話 | 10月15日       | 剣舞卿の挑戦             | 岡雅徳          | 浜津守           | 浜津守 赤根和樹 | 塩山紀生          |
| 第23話 | 10月22日       | 白炎死をかけた戦い       | 大西由起        | 杉島邦久         | 杉島邦久        | 逢坂浩司          |
| 第24話 | 11月5日        | 妖邪帝王の使者           | 鳥海尽三 岡雅徳 | 川瀬敏文         | 石崎すすむ      | 進藤満尾          |
| 第25話 | 11月12日       | 対決!二人の水滸          | 海老沼三郎      | 関田修           | 関田修          | 黄瀬和哉          |
| 第26話 | 11月19日       | 光輪よ、光をとりもどせ   | 渡辺由自        | 箕ノ口克己       | 川瀬敏文        | 関本哲子          |
| 第27話 | 11月26日       | 怒れ金剛、砂妖邪をくだけ | 園田英樹        | 浜津守           | 谷田部勝義      | 山田きさらか      |
| 第28話 | 12月3日        | 謎の女妖邪カユラ出現     | 岡雅徳          | 杉島邦久         | 杉島邦久        | 村瀬修功          |
| 第29話 | 12月10日       | 行け!二人の戦士達よ…     | 鳥海尽三        | 川瀬敏文         | 石崎すすむ      | 進藤満尾          |
| 第30話 | 12月17日       | ここは妖邪界か?          | 大西由起        | 赤根和樹         | 赤根和樹        | 逢坂浩司          |
| 第31話 | 12月24日       | 伝説の鎧、輝煌帝         | 海老沼三郎      | 飛島京作         | 川瀬敏文        | 関本哲子 藤田正幸 |
| 第32話 | 1989年 1月14日 | 地霊衆、恐怖の作戦       | 岡雅徳          | 関田修           | 関田修          | 黄瀬和哉          |
| 第33話 | 1月21日        | 謎の秘宝を求めて         | 鳥海尽三 岡雅徳 | 谷田部勝義       | 杉島邦久        | 山田きさらか      |
| 第34話 | 1月28日        | 天空、傷だらけの戦い     | 大西由起 岡雅徳 | 飛鳥京作         | 石崎すすむ      | 進藤満尾          |
| 第35話 | 2月4日         | よみがえれ、鎧戦士達よ…  | 海老沼三郎      | 赤根和樹         | 赤根和樹        | 塩山紀生          |
| 第36話 | 2月11日        | 決戦!カユラ対輝煌帝      | 海老沼三郎      | 飛鳥京作         | 川瀬敏文        | 藤田正幸          |
| 第37話 | 2月18日        | 復活の紅雷閃             | 岡雅徳 中矢智子 | 杉島邦久         | 杉島邦久        | 逢坂浩司          |
| 第38話 | 2月25日        | カユラ!聖なる目覚め      | 大西由起        | 飛鳥京作         | 石崎すすむ      | 進藤満尾          |
| 第39話 | 3月4日         | 輝け!五人の戦士達        | 鳥海尽三 岩崎訓 | 浜津守           | 関田修          | 塩山紀生          |

#### 放送局
※特記無き場合は放送日時は1989年3月終了時点、放送系列は放送当時のものとする。
| 放送地域       | 放送局             | 放送系列                      | 放送日時           | 備考                        |
| -------------- | ------------------ | ----------------------------- | ------------------ | --------------------------- |
| 中京広域圏     | 名古屋テレビ       | テレビ朝日系列                | 土曜 17:30 - 18:00 | 制作局                      |
| 北海道         | 北海道テレビ       | テレビ朝日系列                | 土曜 17:30 - 18:00 |                             |
| 宮城県         | 東日本放送         | テレビ朝日系列                | 土曜 17:30 - 18:00 |                             |
| 福島県         | 福島放送           | テレビ朝日系列                | 土曜 17:30 - 18:00 |                             |
| 関東広域圏     | テレビ朝日         | テレビ朝日系列                | 土曜 17:30 - 18:00 |                             |
| 新潟県         | 新潟テレビ21       | テレビ朝日系列                | 土曜 17:30 - 18:00 |                             |
| 長野県         | テレビ信州         | 日本テレビ系列 テレビ朝日系列 | 土曜 17:30 - 18:00 |                             |
| 静岡県         | 静岡けんみんテレビ | テレビ朝日系列                | 土曜 17:30 - 18:00 | 現：静岡朝日テレビ。        |
| 広島県         | 広島ホームテレビ   | テレビ朝日系列                | 土曜 17:30 - 18:00 |                             |
| 香川県・岡山県 | 瀬戸内海放送       | テレビ朝日系列                | 土曜 17:30 - 18:00 |                             |
| 福岡県         | 九州朝日放送       | テレビ朝日系列                | 土曜 17:30 - 18:00 |                             |
| 鹿児島県       | 鹿児島放送         | テレビ朝日系列                | 土曜 17:30 - 18:00 |                             |
| 青森県         | 青森テレビ         | TBS系列                       | 金曜 16:30 - 17:00 |                             |
| 岩手県         | 岩手放送           | TBS系列                       | 水曜 16:07 - 16:35 | 現：IBC岩手放送。           |
| 山形県         | 山形放送           | 日本テレビ系列 テレビ朝日系列 | 火曜 16:00 - 16:30 |                             |
| 山梨県         | 山梨放送           | 日本テレビ系列                | 火曜 16:00 - 16:30 |                             |
| 近畿広域圏     | 朝日放送           | テレビ朝日系列                | 金曜 17:00 - 17:30 | 全国ネットより1日先行放映。 |
| 山口県         | 山口放送           | 日本テレビ系列 テレビ朝日系列 | 火曜 17:15 - 17:45 |                             |
| 大分県         | 大分放送           | TBS系列                       | 月曜 17:00 - 17:30 |                             |
| 宮崎県         | 宮崎放送           | TBS系列                       | 火曜 17:30 - 18:00 |                             |
| 熊本県         | 熊本朝日放送       | テレビ朝日系列                | 金曜 17:00 - 17:30 | [ 14 ]                      |

### OVA

#### 鎧伝サムライトルーパー 外伝
行方不明になったセイジを捜すためにアメリカに渡った、トルーパー達の活躍を描く。
オープニングとエンディングは、前編は第1部の、後編は第2部のものがそれぞれ使用された。

##### 声の出演
- ルナ - 光野栄里
- チン - 龍田直樹
- 屍解仙 - 加藤精三
- 忍者 - 稲葉 実
- マッドサイエンティスト - 小杉十郎太

##### 各話リスト
| 話数 | 発売日         | サブタイトル             | 脚本   | ストーリーボード | 演出            | 作画監督 |
| ---- | -------------- | ------------------------ | ------ | ---------------- | --------------- | -------- |
| 前編 | 1989年 4月30日 | 鎧戦士、再び             | 浜津守 | 浜津守           | 浜津守 赤根和樹 | 村瀬修功 |
| 後編 | 6月1日         | 友を救え、サムライハート | 浜津守 | 浜津守           | 浜津守 赤根和樹 | 村瀬修功 |

#### 鎧伝サムライトルーパー 輝煌帝伝説
黒い輝煌帝を装備する（正確にはそれに操られる）アフリカの戦士・ムカラとの闘いをメインとして、彼らの部族に伝わる輝煌帝伝説とリョウたちのそれとの謎に深く関わっていく話。

##### 声の出演
- ムカラ - 福士恵二
- ナリア - 鷹森淑乃

##### 各話リスト
| 話数  | 発売日         | サブタイトル                  | 脚本     | ストーリーボード | 演出     | 作画監督 |
| ----- | -------------- | ----------------------------- | -------- | ---------------- | -------- | -------- |
| 第1話 | 1989年 10月8日 | 太陽のムカラ                  | 五武冬史 | 杉島邦久         | 杉島邦久 | 村瀬修功 |
| 第2話 | 11月1日        | 黒い輝煌帝                    | 五武冬史 | 赤根和樹         | 赤根和樹 | 塩山紀生 |
| 第3話 | 12月1日        | 走り始めた鎧                  | 池田成   | 浜津守           | 浜津守   | 村瀬修功 |
| 第4話 | 1990年 1月11日 | 悲しみを超えるものを、求めて! | 池田成   | 杉島邦久         | 杉島邦久 | 塩山紀生 |

#### 鎧伝サムライトルーパー MESSAGE
迦雄須一族の血を引くという女・すずなぎの劇中劇によって翻弄されていくトルーパー達と、その真意を読み取るまでを描く。正伝サムライトルーパー完結篇。

##### 声の出演
- すずなぎ - 弥生みつき
- すずなぎの母 - 高島雅羅

##### 主題歌
エンディングテーマ「つかまえていて」
作曲 - あみ啓三 / 作詞 - 田口俊 / 編曲者 - 矢野立美 / 歌 - 本間かおり
挿入歌「星のララバイ」
作曲 - 岡崎律子 / 作詞 - 森野律 / 編曲者 - 矢野立美 / 歌 - 本間かおり

##### 各話リスト
| 話数  | 発売日         | サブタイトル     | 脚本   | ストーリーボード | 演出   | 作画監督 |
| ----- | -------------- | ---------------- | ------ | ---------------- | ------ | -------- |
| 第1話 | 1991年 3月21日 | 解かっていた結末 | 池田成 | 池田成           | 関田修 | 塩山紀生 |
| 第2話 | 5月22日        | 知らされた未来   | 池田成 | 池田成           | 関田修 | 塩山紀生 |
| 第3話 | 6月21日        | 砕かれた自信     | 池田成 | 池田成           | 関田修 | 塩山紀生 |
| 第4話 | 7月25日        | さまよえる心     | 池田成 | 池田成           | 関田修 | 塩山紀生 |
| 第5話 | 8月23日        | 訪れた真実       | 池田成 | 池田成           | 関田修 | 塩山紀生 |

## 商品情報

### CD
サウンドトラック
テレビシリーズ オリジナルサウンドトラック：「群狼編」「異神編」「青嵐編」
輝煌帝伝説 オリジナルサウンドトラック
ヴォーカル集
「君を眠らせない」
「BEST FRIENDS」
ドラマCD
天空伝サムライトルーパー
水滸伝サムライトルーパー
光輪伝サムライトルーパー
MESSAGE CD
MESSAGE オリジナルサウンドトラック：「花」
MESSAGE ピアノ組曲：「鳥」
MESSAGE ヴォーカル集：「風」
MESSAGE ドラマCD：「月」

### アナログカセット
アニメイトカセットコレクション
01 鎧伝サムライトルーパー それからの戦士たち 発売日：1989/05/01
07 鎧伝サムライトルーパー SPECIAL VERSION 発売日：1989/09/01
10 鎧伝サムライトルーパー そして、五人 発売日：1990/03/01
15 鎧伝サムライトルーパー 鬼哭-永遠の戦い- 発売日：1991/07/01

### ノベライズ
鎧正伝サムライトルーパー（著・河原よしえ）
全4巻構成で、1・2巻はテレビシリーズの第1部・第2部に当たる部分、第3巻は日本神話時代を舞台とした河原版独自の「輝煌帝伝説」、そして第4巻は平安時代の迦雄須と阿羅醐の戦い、そして鎧の誕生を描いている。テレビシリーズではラスト近くで描かれている、朱天以外の三魔将の鎧戦士への覚醒が第1部にあたる部分から丁寧に描かれているなど、テレビシリーズの内容を補完する描写も盛り込まれている。
乾坤篇
英魂篇
幸魂篇
晨昏篇

鎧外伝サムライトルーパー（著・河原よしえ）
ラポートデラックスや月刊OUTに連載されたものに、書き下ろし部分を加えたもの。5人の戦士たちの覚醒までを描く。
輝煌帝伝説（著・浜津守）
OVA『輝煌帝伝説』のノベライズ版。

### 漫画
コミカライズ
コミックボンボン連載、ほしの竜一著。単行本は全2巻が刊行された。
朱天が寝返らず、妖邪のまま死ぬなどテレビシリーズとは展開が異なり、妖邪月にトルーパーが特攻して散るというハードな結末を迎え、聖なる力に目覚めた迦遊羅と純が後継となり、次代の烈火として純が鎧を受け継いでいる。
新・鎧伝 サムライトルーパー
デラックスボンボン連載、細井雄二著。また、矢立肇に加えて二階堂いづみが原作者としてクレジットされている。単行本は全1巻が刊行された。
テレビシリーズ終了後に連載がスタートした作品で、人間界と妖邪界を狙う聖天大帝と聖天八人集に立ち向かう、新たに鎧を受け継いだ戦士の戦いが描かれる。烈火の鎧を受け継ぐ陵駕を主人公に金剛の鎧を受け継ぐ魁、セイジの道場の弟子で光輪の鎧を受け継ぐ冴樹が出会ったところで未完に終わっている。連載当時には、塩山紀生の書き下ろし設定画稿も掲載されていた。

## 日本以外での放送
北米では『RONIN WARRIORS（ロウニン・ウォリアーズ）』と改題されて、Graz Entertainmentのプロデュースのもと1995年からSci-Fi ChannelやFOX、カートゥーン ネットワークなどのケーブル局で放送された。2002年にはDVDも発売されたほか、フィギュアトイも「SAMURAI WARRIORS」の商品名で販売された。のち、イタリアでは『I cinque samurai』、スペインでは『Los Cinco Samurais』、フランスでは『Les Samouraïs de l'Eternel』、中国では『魔神壇鬥士』、香港では『鎧甲聖鬥士』、台湾では『鎧傳』の題名で放送されている。

## ゲーム
いずれのタイトルも、サンライズが制作したアニメのクロスオーバー作品である。下記のうち、サンライズ英雄譚シリーズでは声付きでの登場となる。
- サンライズ英雄譚シリーズ / サンライズインタラクティブ
  - 『サンライズ英雄譚R』 PlayStation 2（2000年11月22日）
  - 『サンライズ英雄譚2』PlayStation 2（2002年7月21日）
  - 『SUNRISE WORLD WAR Fromサンライズ英雄譚』PlayStation 2（2003年9月25日）
- 『ブレイブサーガ 新章 アスタリア』 / タカラ / ゲームボーイカラー（2001年1月26日）

## 派生作品
チョロイデン チャムライトルーパー
サムライトルーパーのキャクラターをちびキャラ化したパロディ。
主な展開として、カバヤ食品から発売されたチョコレートスナックや、コミックボンボンにて連載されていた4コママンガなどがある。